# Xelim da África Oriental

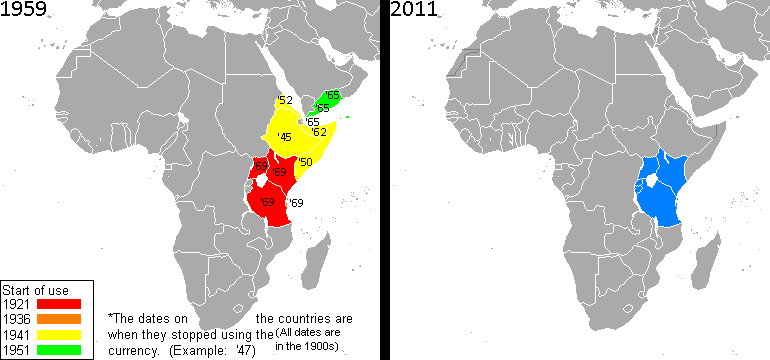
Países que usaram o antigo xelim da África Oriental (à esquerda), países que provavelmente vão adotar o novo xelim da África Oriental (à direita).

O xelim da África Oriental foi a moeda emitida para uso em áreas controladas pelo Reino Unido na África Oriental de 1921 até 1969. Era produzida pelo East African Currency Board. É também o nome proposto para uma futura moeda comum planejada para ser introduzida pela Comunidade da África Oriental, organização formada pelo Burundi, Quênia, República Democrática do Congo, Ruanda, Somália, Sudão do Sul, Tanzânia e Uganda.